# Microdon remotus
Microdon remotus är en tvåvingeart som beskrevs av Frederick Knab 1917. Microdon remotus ingår i släktet myrblomflugor, och familjen blomflugor.
Artens utbredningsområde är Kuba. Inga underarter finns listade i Catalogue of Life.